# ریچارد یوهانسون
ریچارد یوهانسون (انگلیسی: Richard Johansson; ۱۸ ژوئن ۱۸۸۲ – ۱۸ ژوئن ۱۹۵۲) اسکیت‌باز نمایشی اهل سوئد بود.